# Membracis suctifructus
Membracis suctifructus är en insektsart som beskrevs av Boulard och Couturier 1991. Membracis suctifructus ingår i släktet Membracis och familjen hornstritar. Inga underarter finns listade i Catalogue of Life.